# Hóquei no gelo nos Jogos Olímpicos de Inverno de 2014
Os torneios de hóquei no gelo nos Jogos Olímpicos de Inverno de 2014 foram realizados no Domo de Gelo Bolshoi e na Arena Shaiba, localizados no Parque Olímpico de Sóchi. A competição feminina aconteceu de 8 a 20 de fevereiro e foi disputada por 8 equipes e a masculina iniciou-se em 12 de fevereiro e encerrou-se em 23 de fevereiro com a participação de 12 seleções.

## Programação
A seguir está a programação da competição para os dois eventos da modalidade.
Horário local (UTC+4).
| Data            | Horário           | Evento                                   |
| --------------- | ----------------- | ---------------------------------------- |
| 8 de fevereiro  | 12:00 17:00       | Torneio feminino – preliminares grupo A  |
| 9 de fevereiro  | 12:00 17:00       | Torneio feminino – preliminares grupo B  |
| 10 de fevereiro | 14:00 19:00       | Torneio feminino – preliminares grupo A  |
| 11 de fevereiro | 14:00 19:00       | Torneio feminino – preliminares grupo B  |
| 12 de fevereiro | 12:00 16:30       | Torneio feminino – preliminares grupo A  |
| 12 de fevereiro | 21:00             | Torneio masculino – preliminares grupo C |
| 13 de fevereiro | 12:00 21:00       | Torneio feminino – preliminares grupo B  |
| 13 de fevereiro | 12:00 21:00       | Torneio masculino – preliminares grupo B |
| 13 de fevereiro | 16:30             | Torneio masculino – preliminares grupo A |
| 14 de fevereiro | 12:00 16:30       | Torneio masculino – preliminares grupo C |
| 14 de fevereiro | 21:00             | Torneio masculino – preliminares grupo B |
| 15 de fevereiro | 12:00 16:30       | Torneio feminino – quartas               |
| 15 de fevereiro | 12:00 16:30       | Torneio masculino – preliminares grupo A |
| 15 de fevereiro | 21:00             | Torneio masculino – preliminares grupo C |
| 16 de fevereiro | 11:00 20:00       | Torneio feminino – classificação 5º–8º   |
| 16 de fevereiro | 11:00 20:00       | Torneio masculino – preliminares grupo B |
| 16 de fevereiro | 15:30             | Torneio masculino – preliminares grupo A |
| 17 de fevereiro | 15:30 20:00       | Torneio feminino – semifinais            |
| 18 de fevereiro | 11:00             | Torneio feminino – disputa pelo 7º       |
| 18 de fevereiro | 11:00 15:30 20:00 | Torneio masculino – play-offs            |
| 18 de fevereiro | 15:30             | Torneio feminino – disputa pelo 5º       |
| 19 de fevereiro | 11:00 15:30 20:00 | Torneio masculino – quartas              |
| 20 de fevereiro | 15:00             | Torneio feminino – disputa do bronze     |
| 20 de fevereiro | 20:00             | Torneio feminino – final                 |
| 21 de fevereiro | 15:00 20:00       | Torneio masculino – semifinais           |
| 22 de fevereiro | 18:00             | Torneio masculino – disputa do bronze    |
| 23 de fevereiro | 15:00             | Torneio masculino – final                |

## Qualificação
As qualificações para os torneios de hóquei no gelo nos Jogos Olímpicos de Inverno iniciaram-se através do ranking da Federação Internacional de Hóquei no Gelo (IIHF) após as disputas dos Campeonatos Mundiais de 2012. No masculino as nove melhores equipes obtiveram a vaga direta (incluído a Rússia) e as três vagas restantes foram distribuídas através de torneios de qualificação, totalizando as 12 seleções classificadas. Entre as mulheres cinco vagas foram definidas através do ranking, duas vagas através de torneios de qualificação e a Rússia obteve a vaga como anfitriã, completando as oito equipes participantes.
Masculino
| Método de classificação | Vagas | Classificados |
| ----------------------- | ----- | --- |
| Ranking da IIHF         | 9     | CAN Canadá CZE República Checa FIN Finlândia NOR Noruega RUS Rússia SVK Eslováquia SWE Suécia SUI Suíça USA Estados Unidos |
| Qualificatória olímpica | 1     | AUT Áustria |
| Qualificatória olímpica | 1     | LAT Letônia |
| Qualificatória olímpica | 1     | SLO Eslovênia |
| Total                   | 12    | |

Feminino
| Método de classificação | Vagas | Classificados                                                    |
| ----------------------- | ----- | ---------------------------------------------------------------- |
| País sede               | 1     | RUS Rússia                                                       |
| Ranking da IIHF         | 5     | CAN Canadá USA Estados Unidos FIN Finlândia SUI Suíça SWE Suécia |
| Qualificatória olímpica | 1     | JPN Japão                                                        |
| Qualificatória olímpica | 1     | GER Alemanha                                                     |
| Total                   | 8     |                                                                  |

## Medalhistas
| Evento             | Ouro | Prata | Bronze |
| ------------------ | --- | --- | --- |
| Masculino detalhes | Jamie Benn Patrice Bergeron Jay Bouwmeester Jeff Carter Sidney Crosby Drew Doughty Matt Duchene Ryan Getzlaf Dan Hamhuis Duncan Keith Chris Kunitz Roberto Luongo Patrick Marleau Rick Nash Corey Perry Alex Pietrangelo Carey Price Patrick Sharp Mike Smith Martin St. Louis P. K. Subban John Tavares Jonathan Toews Marc-Édouard Vlasic Shea Weber CAN Canadá          | Daniel Alfredsson Nicklas Bäckström Patrik Berglund Alexander Edler Oliver Ekman-Larsson Jhonas Enroth Jimmie Ericsson Jonathan Ericsson Loui Eriksson Jonas Gustavsson Carl Hagelin Niklas Hjalmarsson Marcus Johansson Erik Karlsson Niklas Kronwall Marcus Krüger Gabriel Landeskog Henrik Lundqvist Gustav Nyquist Johnny Oduya Daniel Sedin Jakob Silfverberg Alexander Steen Henrik Tallinder Henrik Zetterberg SWE Suécia | Juhamatti Aaltonen Aleksander Barkov Mikael Granlund Juuso Hietanen Jarkko Immonen Jussi Jokinen Olli Jokinen Leo Komarov Sami Lepistö Petri Kontiola Lauri Korpikoski Lasse Kukkonen Jori Lehterä Kari Lehtonen Olli Määttä Antti Niemi Antti Pihlström Tuukka Rask Tuomo Ruutu Sakari Salminen Sami Salo Teemu Selänne Kimmo Timonen Ossi Väänänen Sami Vatanen FIN Finlândia |
| Feminino detalhes  | Meghan Agosta-Marciano Gillian Apps Mélodie Daoust Laura Fortino Jayna Hefford Haley Irwin Brianne Jenner Rebecca Johnston Charline Labonté Geneviève Lacasse Jocelyne Larocque Meaghan Mikkelson-Reid Caroline Ouellette Marie-Philip Poulin Lauriane Rougeau Natalie Spooner Shannon Szabados Jenn Wakefield Catherine Ward Tara Watchorn Hayley Wickenheiser CAN Canadá | Kacey Bellamy Megan Bozek Alexandra Carpenter Julie Chu Kendall Coyne Brianna Decker Meghan Duggan Lyndsey Fry Amanda Kessel Hilary Knight Jocelyne Lamoureux Monique Lamoureux-Kolls Gisele Marvin Brianne McLaughlin Michelle Picard Josephine Pucci Molly Schaus Anne Schleper Kelli Stack Lee Stecklein Jessie Vetter USA Estados Unidos                                                                                     | Janine Alder Livia Altmann Sophie Anthamatten Laura Benz Sara Benz Nicole Bullo Romy Eggimann Sarah Forster Angela Frautschi Jessica Lutz Julia Marty Stefany Marty Alina Müller Katrin Nabholz Evelina Raselli Florence Schelling Lara Stalder Phoebe Stanz Anja Stiefel Nina Waidacher SUI Suíça                                                                              |

## Quadro de medalhas
| Ordem | País               | Medalha de ouro | Medalha de prata | Medalha de bronze |   | Ordem por total |
| ----- | ------------------ | --------------- | ---------------- | ----------------- | - | --------------- |
| 1     | CAN Canadá         | 2               |                  |                   | 2 | 1               |
| 2     | USA Estados Unidos |                 | 1                |                   | 1 | 2               |
|       | SWE Suécia         |                 | 1                |                   | 1 | 2               |
| 4     | FIN Finlândia      |                 |                  | 1                 | 1 | 2               |
|       | SUI Suíça          |                 |                  | 1                 | 1 | 2               |
| TOTAL | TOTAL              | 2               | 2                | 2                 | 6 | —               |